# Naciones Originarias de Canadá
Las Naciones Originarias en Canadá (en inglés: First Nations; en francés: Premières Nations), también conocidas por su traducción literal de estos idiomas como Primeras Naciones, es la denominación moderna de los pueblos indígenas (y sus descendientes) de Canadá.  
Entre ellos se excluye a los Inuit y a los Métis, pueblos que junto con las Naciones Originarias, constituyen los indígenas de Canadá, un grupo más amplio.  En Canadá son representados por la Asamblea de las Naciones Originarias. 

## Contexto
Las personas pertenecientes a las Naciones Originarias de Canadá han sido consideradas a lo largo de la historia como nativos canadienses, aborígenes, amerindios e indígenas (término utilizado por los francocanadienses). 
El Gobierno de Canadá les denomina oficialmente indios registrados, en el caso de que tengan derecho a recibir los beneficios otorgados bajo el Acta India (inglés: Indian Act, francés: Loi sur les Indiens).

## Terminología controvertida
"Primeras Naciones" es un término legalmente indefinido que llegó a ser de uso común en la década de 1980, para reemplazar el término tribu india (pequeño grupo). Sol Sanderson dice que fue él quien acuñó el término a principios de los ochenta.
Una tribu se define como «un grupo de indios para quienes han sido reservadas tierras de uso colectivo para su beneficio o se ha reservado dinero por la Monarquía de Canadá, o se ha declarado una banda para los propósitos de la Ley India».
Hoy en día, hay más de 600 gobiernos de las Naciones Originarias en Canadá, aproximadamente la mitad de los cuales están localizados en las provincias de Ontario y Columbia Británica. Aunque los pueblos de las Primeras Naciones comenzaron a identificarse con este término durante el activismo de la década de 1970, en sustitución de la palabra «indio» que algunos consideraban ofensiva, es importante subrayar que «Primeras Naciones» no posee una definición legal formal.
El Gobierno canadiense, junto con muchos miembros de las comunidades indígenas de Canadá y personas no indígenas, utiliza el término «Primeras Naciones» como muestra de respeto al derecho de los pueblos indígenas, a la autodeterminación en la elección de su propia designación.
En general, las personas indígenas en Canadá que se identifican como Naciones Originarias, no creen que los pueblos indígenas sean naciones-estados, mientras que aquellos que no usan el término o insisten en el término pueblos indígenas, son soberanistas.  Existen también, pueblos indígenas en Canadá, que utilizan el término primera nación para cualquier grupo étnico o nómada privado de autodeterminación, como un reconocimiento político de colonización. Estos grupos trabajan a nivel internacional defendiendo los derechos de las minorías y de autodeterminación.
Las reservas indias, establecidas en la ley canadiense por tratados como el Tratado 7, son los territorios contemporáneos de las Naciones Originarias. Algunas reservas están localizadas dentro de ciudades, como la reserva Opawikoscikan en Príncipe Alberto. Oficialmente existen más reservas en Canadá que las que existen en las Naciones Originarias, debido a que a algunas Naciones Originarias les fueron cedidas múltiples reservas por un tratado.
Otros términos incluyen condición de indio y condición de no indio, el último designando a un miembro de una Primera Nación que no tiene derecho a beneficios. El uso de la palabra indio en lenguaje de uso común es errático en Canadá ya que algunos ven el término con carácter ofensivo, mientras que otros la prefieren con tal de no ser llamados con otra terminología como persona aborigen (o pueblo aborigen). 
Todos los miembros de las Naciones Originarias que tienen derecho a beneficios son dados de alta en el Registro Indio, el cual sirve como registro oficial de miembros de las Naciones Originarias. La administración de la Ley India y del Registro Indio son llevados a cabo por el Departamento de Asuntos Indios y de la Zona Norte del gobierno.

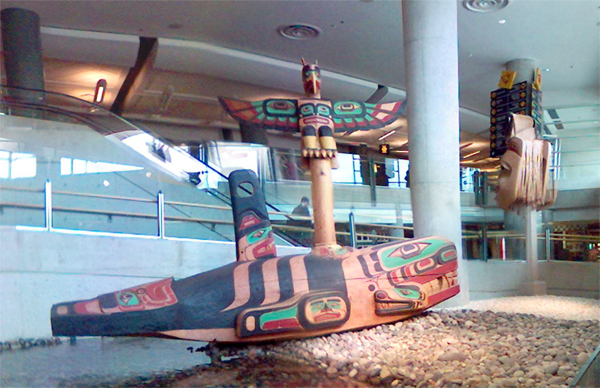
Una muestra de arte de las Naciones Originarias en el Aeropuerto Internacional de Vancouver.

## Historia

### Interacción con los europeo-canadienses
Los pueblos aborígenes en Canadá interactuaron con los europeos desde el año 1000, pero el contacto prolongado ocurrió una vez que se establecieron asentamientos europeos permanentes.
Desde finales del siglo XVIII, las Naciones Originarias han creído que han sido puestas en el punto de mira, con el objetivo de ser asimiladas, por lo que llaman cultura europeo-canadiense.  Estos intentos de asimilación alcanzaron un clímax con el establecimiento del sistema escolar residencial canadiense, la prohibición de prácticas culturales de indígenas y la Ley India de finales del siglo XIX y principios del siglo XX.
En 1885, algunas naciones originarias de cris y assiniboine, en el oeste de Canadá actual, participaron en la Rebelión del Noroeste como parte de su resistencia a la expansión canadiense hacia el oeste. En gran parte de Canadá, las Naciones Originarias llegaron a estar sujetas a los controvertidos Tratados Numerados, mientras que en otras áreas, como Columbia Británica, aún están siendo negociados tratados hasta el día de hoy.

### Finales delsigloXX

##### Informe gubernamental de 1969
En el informe gubernamental de 1969, el ministro de Asuntos Indios y Desarrollo del Norte de Canadá, Jean Chrétien, propuso la abolición de la Ley India de Canadá, el rechazo de la reclamación de tierras aborígenes, y de la asimilación de los pueblos de las Naciones Originarias por la población canadiense con el estatus de otras minorías étnicas en lugar de reconocerles como un grupo distinto.
Una respuesta de Harold Cardinal y de los jefes indios de Alberta (titulada Ciudadanos plus pero comúnmente conocida como Red Paper) explicaba la amplia oposición a la propuesta de Chrétien 
de estatus de los indios en Canadá. El primer ministro Trudeau y los progresistas comenzaron a retractarse de lo expuesto en el informe gubernamental de 1969, particularmente después de la decisión en el caso Calder en 1973.

##### La comisión Erasmus-Dussault
En 1991, el primer ministro Brian Mulroney creó la Real Comisión para los pueblos aborígenes. Su reporte fue emitido en 1996; su propuesta más revolucionaria fue la creación de un gobierno para (y por) las Naciones Originarias que sería totalmente responsable dentro de su propia jurisdicción y con el cual el gobierno federal se comunicaría con base en una relación nación a nación.   
Esta propuesta ofrecía una manera muy diferente de hacer política, más que la fórmula tradicional de asignar todos los asuntos de las Naciones Originarias bajo la jurisdicción de Asuntos Indios y de la Zona Norte, manejado por un ministro del gabinete federal.  
El reporte también recomendó proveer a los gobiernos de las Naciones Originarias con hasta 2000 millones de dólares canadienses cada año hasta 2010, con el fin de reducir la brecha socioeconómica entre éstas y el resto de la población canadiense. El dinero representaría un incremento de al menos un 50% al presupuesto de  Asuntos Indios y de la Zona Norte. Finalmente, el reporte insistió en la importancia de que los líderes de las Naciones Originarias asumieran activamente los enormes retos que incumben a su pueblo, que las Naciones Originarias pudieran decidir su propio destino. 
El gobierno federal, presidido entonces por Jean Chrétien, respondió al reporte un año después, al presentar oficialmente sus disculpas por la forzada inducción cultural que el gobierno federal había impuesto a las Naciones Originarias, y ofreció una suma inicial de $350 millones de dólares canadienses. 
Dentro del espíritu promovido por la comisión Erasmus-Dussault, se han firmado varios acuerdos tripartitos (federal, provincial y las Naciones Originarias) desde que el reporte se emitió. Así mismo hubo varias crisis políticas entre los diferentes gobiernos de las provincias y las diferentes bandas de las Naciones Originarias a finales del siglo XX, las más notables fueron:
- Crisis de Oka.
- Crisis Ipperwash.
- Crisis Burnt Church.
- Levantamiento del lago Gustafsen.

### Principios delsigloXXI
En 2001, el gobierno de Quebec, el Gobierno federal y la Nación Cree firmaron «La Paix des Braves» (La Paz de los Valientes), una referencia al tratado de paz de 1701 entre los franceses y la Liga Iroquesa. El acuerdo permitía a Hydro-Québec explotar los recursos hidroeléctricos de la provincia a cambio de una compensación de 3500 millones de dólares, que serían dados al gobierno de la Nación Cri. Posteriormente, la Nación Inuit de Quebec se unió al acuerdo.
En 2005, los líderes de las Naciones Originarias, los gobiernos de varias provincias y el gobierno federal firmaron el Acuerdo Kelowna, el cual produciría 5000 millones de dólares a lo largo de cinco años, pero el gobierno recién electo de Stephen Harper rehusó firmar el acuerdo.
En 2006, durante el gobierno federal de Stephen Harper, muchas Naciones Originarias junto con sus compañeros los Métis y los Inuit, alegaron recibir fondos insuficientes para la educación y alegaron que sus derechos han sido pasados por alto en muchas ocasiones.  
El Teniente gobernador de Ontario James K. Bartleman (2002-2007), citó la motivación de los jóvenes de los pueblos indígenas como una de sus principales prioridades en su agenda de trabajo. Durante su mandato, que comenzó en 2002, impulsó varias iniciativas para promover la alfabetización y la construcción de puentes. El mismo Bartleman es la primera persona de procedencia aborigen en asumir la posición de Teniente Gobernador en Ontario. 
En 2006, existen más de 75 comunidades de las Naciones Originarias que aún tienen la recomendación de hervir el agua. A finales de 2005, la crisis de agua potable de la primera nación Kashechewan recibió la atención de los medios nacionales, cuando la bacteria Escherichia coli fue descubierta en su sistema de suministro de agua, después de dos años de vivir con la recomendación de hervir el agua. 
El agua potable les fue suministrada por una nueva planta de tratamiento construida en marzo de 1998. La causa de la contaminación resultó ser un inyector de cloro obstruido que no fue descubierto por los operadores locales por ser poco cualificados para cuidar de la planta de tratamiento.  
Cuando se hicieron análisis oficiales, los niveles de cloro estaban alrededor de 1.7 mg/l (los niveles normales para una correcta desinfección estarían en 250 mg/l), lo cual era insuficiente para su desinfección, causando desórdenes crónicos de la piel, tales como impétigo y sarna[cita requerida]. 
Una investigación a cargo de Health Canada reveló que los desórdenes de la piel más bien se debían a vivir en condiciones antihigiénicas. La evacuación de Kashechewan es generalmente vista por los canadienses como un grito de ayuda para otros problemas sociales y económicos subyacentes que enfrentan a los pueblos aborígenes de Canadá.
El papa Francisco pidió perdón el 25 de julio de 2022 «por el mal que tantos cristianos hicieron a los indígenas» durante la colonización y por la «cooperación» e «indiferencia» de la Iglesia católica, en su visita a la localidad de Maskwacis donde se encontraba uno de los mayores internados estatales gestionado por la Iglesia católica en el que miles de niños nativos sufrieron abusos.

## Demografía
En el siglo XX, la población de las Naciones Originarias de Canadá se incrementó diez veces. Entre 1900 y 1950, la población creció solamente un 29%, pero después de 1960 el nivel de mortalidad infantil en las reservas bajó drásticamente y la población creció en un 161%. 
Desde la década de 1980, el número de recién nacidos de las Naciones Originarias ha crecido y actualmente casi la mitad de la población de las Naciones Originarias tiene menos de 25 años. Como resultado se espera que la población de las Naciones Originarias de Canadá se incremente en las próximas décadas.

## Diversidad
Existen muchas culturas distintas de las Naciones Originarias en Canadá, con origen en todas las regiones del país.

### Áreas culturales
Las Naciones Originarias pueden ser agrupadas en áreas culturales basadas primariamente en el modo de vida de sus ancestros o en su ocupación, en el momento de ocurrir el contacto europeo. La caza, la recolección y la pesca en los ríos eran su principal sustento de alimento. 
En ambas áreas el salmón tenía una importancia mayúscula. Para los pueblos de las planicies, la caza de bisonte era la actividad primaria. En el bosque subártico, otras especies como el alce eran más importantes.  Los pueblos cercanos a los Grandes Lagos y el río San Lorenzo, practicaban la agricultura rotativa, incluyendo el cultivo del maíz, frijol y calabaza.
Hoy en día, los pueblos de las Naciones Originarias trabajan en una gran variedad de ocupaciones. Muchos viven fuera del lugar de origen de sus ancestros. No obstante, las culturas tradicionales de sus ancestros, forjadas por la naturaleza, aún ejercen una fuerte influencia en su cultura, desde sus actitudes espirituales hasta las políticas.

### Diversidad lingüística
Cuando tuvo lugar el contacto europeo, los pueblos de las Naciones Originarias hablaban una amplia variedad de idiomas agrupadas en varias familias idiomáticas. Los pueblos con idiomas similares no compartían siempre el mismo material cultural. Por ejemplo, los hablantes de cree vivían tanto en los bosques como en las praderas. Así también, los pueblos con idiomas emparentados no siempre eran aliados entre sí.
Si bien actualmente en Canadá se puede encontrar un gran número de idiomas de las Primeras Naciones, muchos de ellos están actualmente en peligro, con un número bajo de hablantes, como le sucede a muchas lenguas nativas en países como México.

### Organización política
Durante el contacto europeo, la organización de las Naciones Originarias variaba en tamaño, desde sociedades de bandas de pocas personas, hasta confederaciones multinacionales como los iroqueses.
Hoy en día, las organizaciones políticas son, principalmente, un subproducto de la interacción con los modos de gobierno estilo europeo. También existen organizaciones políticas de las Naciones Originarias esparcidas a lo largo de Canadá, y estas varían en sus propuestas políticas, puntos de vista y razones para haberse formado.  
La mayoría de las organizaciones políticas surgen de la necesidad de mantenerse unidos y hacer escuchar sus opiniones. Las Naciones Originarias negocian con el Gobierno canadiense mediante la dependencia oficial, Asuntos Indios y Zona Norte de Canadá en todos los asuntos concernientes a tierras, concesiones y derechos. 
Sin embargo el departamento de Asuntos Indígenas y del Norte de Canadá fue abolido en 2017 y disuelto en 2019. Fue reemplazado por los departamentos de Relaciones Corona-Indígenas y Asuntos del Norte de Canadá, y Servicios Indígenas de Canadá. 